# Nils Jacobsson (tonsättare)
För andra personer med samma namn, se Nils Jakobsson
Nils Jacobsson, född 1863, död 1942, var en svensk smed, predikant och tonsättare.

## Kompositioner
- Min Gud, jag sjunker ner